# Jean Désiré Bascoulès
Jean-Désiré Bascoules est un peintre français né à Perpignan (Pyrénées-Orientales) le 19 août 1886 et mort à Montpellier (Hérault) le 12 octobre 1976.

## Biographie
Catalan français né à Perpignan le 19 août 1886, Cocteau dit de lui: « Bascoulès cadeau de la France occitane à la Berbérie française »[réf. nécessaire]. Il suit à  vingt ans les cours de l'école des beaux-arts de Bordeaux, puis fréquente à Paris l'atelier de Fernand Cormon pendant deux ans.
Au front de 1914 à 1918, il expose ensuite au Salon en 1921 un Portrait de ma grand-mère et obtint succès de presse et médaille. En 1924, il obtient la médaille d'or pour La Halte au désert du Grand Erg, le prix Eugène-Thirion, le prix Julien Lemordant et la bourse du gouvernement général d'Algérie. Prix Abd-el-Tif 1925, il travaille à Figuig, Touggourt et Oran. Peintre apprécié et protégé du sultan Mohammed V qui lui réserve un pavillon solitaire dans le quartier de sa garde, il obtint de nombreuses récompenses et d'importantes commandes de l'État (Manufacture nationale des Gobelins), notamment le grand prix artistique de l'Algérie en 1930, le prix de la Compagnie générale transatlantique 1926. Il reçoit la croix de chevalier de la Légion d'honneur au titre des Arts et des Lettres en 1931.
Installé à Alger, place du Gouvernement (aujourd'hui place des Martyrs) il a laissé de nombreuses vues, comme Marquet, sur la place et le port d'Alger. Il retourne en métropole après l'Indépendance de l'Algérie en 1962 pour revenir s'installer à Perpignan et Montpellier.

## Expositions
- Paris, Salon des artistes français, 1914.
- Salon de la France d'Outre-mer[Quand ?]
- Toulouse, galerie Chappé-Lautier, 1915.
- Alger 1924 Salon d'hiver, Salon de l'Union artistique de l'Afrique du Nord.
- Bordeaux, galerie Imberti, 1926.
- Paris, 1927, Salon des orientalistes, galerie Georges Petit.
- Béziers, 1927, Alger 1927, Salon des indépendants.
- Casablanca, 1928.
- Exposition triennale de Rabat 1928, Marrakech et Tunis. À nouveau Tunis en 1932, Exposition artistique de l'Afrique française.
- Paris, 1932-1933, Salon des Tuileries.
- Londres, 1948, Institut français.
- Alger, 1949, salle Bordes, et théâtre des Trois Baudets 1950 (exposition de groupe).
- 1952, cercle de la France d'Outre-Mer.
- Paris, 1955, galerie Romanet, et 1964.
- Paris, 1966.
- Cercle algérianiste de Versailles, 1992.

## Œuvres dans les collections publiques
- Musée national des Beaux-Arts d'Alger.
- Musée national Zabana d'Oran.
- Salon des Assemblées algériennes.
- École normale de jeunes filles d'El-Biar.
- Chambre de commerce d'Alger.
- Palais consulaire de Béziers.
- Mairie de Sablé-sur-Sarthe.
- Musée d'Art et d'Histoire de Narbonne.